# Phyllachora sycomori
Phyllachora sycomori är en svampart som först beskrevs av Bacc., och fick sitt nu gällande namn av E. Castell. & Cif. 1937. Phyllachora sycomori ingår i släktet Phyllachora och familjen Phyllachoraceae.   Inga underarter finns listade i Catalogue of Life.